# Територіальне управління «Північ»
Територіальне управління «Північ» (в/ч А0197) — військовий округ у Сухопутних військах ЗСУ, що існував у 2005―2013 роках. Штаб розташовувася в м. Чернігів.
Управління було розформоване 31 грудня 2013 року, йому на заміну створили Оперативне командування «Північ» зі штабом у м. Рівне.

## Історія
Після набуття незалежності на території України існувало 3 радянських військових округи: Київський, Одеський й Прикарпатський. В 1992 році Київський військовий округ було розформовано.
В 1996 році на базі 1-го армійського корпусу (колишня 1 гвардійська армія) сформовано Північне оперативно-територіальне командування з органами управління в Чернігові. До смуги відповідальності нового об’єднання були включені Чернігівська, Київська, Полтавська, Черкаська та Харківська області.
В 1998 році на базі Північного оперативно-територіального командування було створене Північне оперативне командування (в/ч А1354). До смуги відповідальності якого передали Житомирську область з ПрикВО, разом з розташованим у Житомирі управлінням 8-го армійського корпусу, який з цієї миті став частиною Північного ОК.
20 квітня 2005 року на підставі Директиви Міністерства Охорони України № 322/1/010 Північне оперативне командування розформовувалось (фактично проіснувало до серпня 2005 року), а на його базі було створене Територіальне управління «Північ» (в/ч А0197), яке охоплювало території Житомирської, Київської, Полтавської, Сумської, Харківської, Черкаської і Чернігівської областей та міста Києва. На підставі цієї ж Директиви Міністерства Оборони України деякі частини командування також були розформовані, а деякі перепорядковані іншим структурам. Зважаючи на те, що перший наказ в управлінні було видано 15 серпня 2005 року, саме цей день вважався днем створення Територіального управління «Північ» Сухопутних військ ЗС України. Займалось в основному підготовкою резерву.
Війська Північного ОК дислокувалися на території 8 областей: Житомирської, Київської, Полтавської, Сумської, Чернігівської, Черкаської, Вінницька та Харківської областей. Після реорганізації на території 13 областей та міста Київ.
У 2012 році було розформовано 30 окремий лінійно-вузловий полк зв'язку (м. Чернігів), що призвело до втрати можливостей оперативного управління військами.
Згідно із спільною Директивою Міністерства оборони України та Генерального штабу Збройних Сил України від 02 вересня 2013 року № Д-322/1/03 і Директивою командувача Сухопутних військ Збройних Сил України від 09 вересня 2013 року № Д-9ДСК Військова частина А0197 розформована до 31 грудня 2013 року.

## Склад
Станом на 2001 рік:
| Назва частини                                    |  | ВЧ    | Місце дислокації                      | Підпорядковані окремі підрозділи |
| ------------------------------------------------ |  | ----- | ------------------------------------- | --- |
| 1 окрема танкова бригада                         |  | А1815 | смт Гончарівське Чернігівська область | |
| 92-га окрема механізована бригада                |  | А0501 | Чугуїв Харківська область             | 1835-й реактивний артилерійський полк |
| 123-тя ракетна бригада                           |  | А1002 | Конотоп                               | |
| 1-ша бригада армійської авіації                  |  | А2128 | Радянське                             | |
| 901-й полк армійської авіації                    |  |       | Вапнярка                              | |
| 761-й окремий розвідувальний артилерійський полк |  | А1676 | Кременчук Полтавська область          | |
| 30-й окремий полк зв'язку                        |  | А0870 | Чернігів                              | |
| 13-й окремий полк зв'язку                        |  | А4503 | Ніжин                                 | |
| 11-й інженерний полк                             |  | А0231 | Бровари                               | |
| 3-й окремий автомобільний полк                   |  |       | Новоград-Волинський                   | |
| 245-й окремий полк РЕБ                           |  |       | Глухів                                | |

Розташування Територіального управління «Північ» на мапі України

| 25 механізована дивізія                          |  |       | м. Лубни Полтавська область           | - 132 гв. механізований полк - 136 гв. механізований полк - 426 гв. механізований полк - 280 танковий полк - 53 гв. артилерійський полк - 1175 зенітний ракетний полк - 130 окремий розвідувальний батальйон - 34 окремий батальйон зв'язку - 28 окремий інженерно-саперний батальйон - 1090 окремий батальйон матеріального забезпечення - 350 окремий ремонтно-відновлювальний батальйон |

До складу оперативного командування входили з'єднання та частини 8 АК (Армійського корпусу):
- 1-ша окрема танкова бригада (смт. Гончарівське, Чернігівська обл.)
- 30-та окрема механізована бригада (м. Звягель, Житомирська обл.)
- 72-га окрема механізована бригада (м. Біла Церква, Київська обл.)
- 26-та артилерійська бригада (м. Бердичів, Житомирська обл)
- 95-та окрема аеромобільна бригада (Україна) (м. Житомир)
- 27-й окремий полк реактивної артилерії (м. Суми, Сумської обл.)
- 12-й інженерний полк
- 16-та окрема бригада армійської авіації (Україна)
- 307-й окремий батальйон радіоелектронної боротьби
- 1129-й окремий зенітно-ракетний полк (м. Біла Церква, Київська обл.)

- 169-й Навчальний Центр сухопутних військ (смт. Десна, Чернігівська обл.)

## Символіка

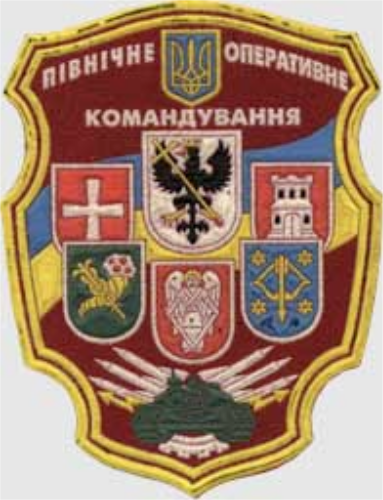
1998—2005
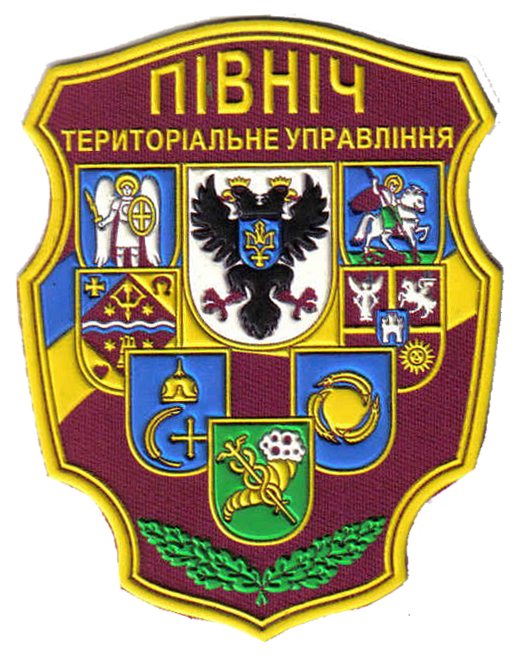
2005—2013

## Командування
- (1996—2000) генерал-полковник Колотов Віктор Миколайович
- (200__-2005) генерал-полковник Шустенко Олег Михайлович
- (08.2005-2007) генерал-майор Бессараб Сергій Борисович
- (2007—2012) генерал-лейтенант Сиротенко Анатолій Миколайович
- (2012—2012) т.в.о. полковник І. В. Шпак
- (2012—2013) т.в.о. полковник С. І. Полтавець
- (11.2013-2015) генерал-лейтенант Колесник Ігор Іванович